# Machaeropterus deliciosus
Machaeropterus deliciosus е вид птица от семейство Манакинови (Pipridae).

## Разпространение
Видът е разпространен в Еквадор и Колумбия.